# Peter Kraljič
Peter Kraljič, slovenski manager, * 1. julij 1939.

## Odlikovanja in nagrade
Leta 2000 je prejel častni znak svobode Republike Slovenije z naslednjo utemeljitvijo: »za zasluge pri usposabljanju in izobraževanju slovenskih managerjev«.